# Schachtverbruch
Als Schachtverbruch bezeichnet man ein meist plötzliches Abgehen der Schachtverfüllung bei abgeworfenen Tagesschächten. Nach einem Schachtverbruch zeichnet sich an der Tagesoberfläche sehr oft die Kontur des ehemaligen Schachtes ab oder es bildet sich eine trichterförmige Bruchform. Damit es bei heutigen abgeworfenen Schächten nicht zu Schachtverbrüchen kommen kann, werden diese nach den anerkannten Regeln der Technik mit speziellen Baustoffen verfüllt.

## Grundlagen
Abgeworfene Schächte wurden früher nach Einstellen des Bergbaus nur unzureichend verfüllt. So wurden oftmals ungeeignete Versatz- oder Verbruchmassen verwendet, die dann auf Bühnen geschüttet wurden, die im Schacht an den Schachtausbauten befestigt wurden. Teilweise wurden die Schachtöffnungen nur unzureichend mit Abdeckplatten gesichert, die auf nicht ausreichend dimensionierten Fundamenten lagen. Durch Versagen des Ausbaus verrutschte die Versatzsäule oder die Abdeckplatte brach ein. Anders als beim Tagesbruch bildet sich beim Schachtverbruch ein vorgezeichneter Bruchschlot aus. Grund hierfür sind die verschiedenen geomechanischen Bruchvorgänge bei den beiden Ereignissen. Alleine in Deutschland gibt es mehrere hundert ungesicherte Schächte, deren Füllstand sowie genaue Lage meistens unbekannt sind.

## Bruchvorgänge
Die Bildung von Schachtverbrüchen kann je nach verwendetem Schachtabschluss verschiedene Ursachen haben. Bei der früher angewendeten Teilverfüllung des Schachtes durch Lockermassen kann es im Laufe der Jahre dazu kommen, dass sich die Lockermassen-Füllsäule setzt und das Erdreich in den dadurch entstandenen Hohlraum rutscht. Eine weitere Möglichkeit ist, dass die Plattform, auf der die Füllsäule aufliegt, nach einiger Zeit morsch wird und zerbricht. Aufgrund der Reibungskräfte im karbonischen Festgestein wird die Füllsäule bei ausreichender Länge zunächst noch im Schacht festgehalten. Findet nun eine Erosion der Füllsäule statt, kommt es zu einer seitlichen Aufweitung des Hohlraumes. Dadurch stürzt die komplette Füllsäule in die Tiefe und es bildet sich unmittelbar der Schachtverbruch. In beiden Fällen sind die Abmessungen des Loches nicht wesentlich größer als der Schachtdurchmesser.
Bei unverfüllten Schächten mit Schachtplatte kommt es nach gewisser Zeit dazu, dass der Schachtausbau zerstört wird. Die Schachtwandung verliert dadurch im Bereich des feuchten Lockergesteins ihre tragende Wirkung. Anschließend bricht das Lockergestein heraus und fällt in den Schacht. Dadurch werden die tragenden Ränder der Schachtabdeckung nach und nach unterhöhlt. Die Größe des Ausbruchs ist von der Größe der Schachtabdeckung abhängig. Aufgrund der auftretenden Kräfte kann es nun dazu kommen, dass die Platte entweder zerbricht oder, je nach Größe, in den Schacht fällt.

## Einwirkungsbereich
Rund um einen Schacht, bei dem die Lockermassenfüllsäule abgerutscht ist, gibt es einen bestimmten Einwirkungsbereich. Basierend auf einer in den 1970er Jahren vorgenommenen Auswertung aller bekannten Schadensereignisse wurde ein Berechnungsverfahren zur Bewertung des Einwirkungsbereichs von Schachtverbrüchen erstellt. Der Einwirkungsbereich setzt sich bei seigeren Schächten zusammen aus einem einsturzgefährdeten, einem setzungsgefährdeten und einem senkungsgefährdeten Bereich. Für die Berechnung des Einwirkungsbereiches an der Tagesoberfläche (EB) müssen die Stärke des Schachtausbaus (A), die Teufe der Felslinie ({\displaystyle T_{F}}), auch einwirkungsrelevante Teufe genannt, und der Schachtdurchmesser ({\displaystyle D_{S}}) bekannt sein. Für die Berechnung des Einwirkungsbereichs bei seigeren Schächten wird die lichte Weite des Schachtes verwendet und ein Sicherheitsabstand (S) von 1,5 Metern berücksichtigt. Unter der Voraussetzung, dass sowohl für die Auffüllsäule als auch für das Deckgebirge ein Einwirkungswinkel von 50 Gon berücksichtigt wird, gilt für die Berechnung des Einwirkungsbereichs bei seigeren Schächten die Formel:
{\displaystyle EB=D_{\text{S}}\ +2\cdot \left(A+S+T_{F}\right)}
Bei tonnlägigen Schächten hat der Einwirkungsbereich unterschiedliche Abmessungen für die Einfalls- und Streichrichtung. Bedingt durch die räumliche Lage des Schachtes bekommt der Einwirkungsbereich bei tonnlägigen Schächten die Form eines Trapezes, bei dem die Grundseite senkrecht zur Einfallsrichtung steht. Die Trapezachse liegt dabei in der Einfallsrichtung deckungsgleich über der Schachtachse. Zur Berechnung des Einwirkungsbereichs bei tonnlägigen Schächten müssen neben der Stärke des Schachtausbaus auch die einwirkungsrelevante Teufe und der Schachtdurchmesser in Einfalls- oder Streichrichtung bekannt sein. Die einwirkungsrelevante Teufe wird bei tonnlägigen Schächten anhand eines von Hollmann und Nürenberg erstellten Nomogramms ermittelt. Unter der Berücksichtigung der Breite der tagesbruchgefährdeten Zone im Niveau der Felslinie ({\displaystyle B_{TZ}}) berechnet man den Einwirkungsbereich gemäß der Formel:
{\displaystyle EB=D_{\text{S}}\ +B_{\text{TZ}}\ +2\cdot \left(A+T_{F}\right)}
Innerhalb des Einwirkungsbereiches eines tonnlägigen Schachtes ist die Tagesoberfläche in der Streich- und Einfallsrichtung des Schachtes senkungs-, einbruch- und sogar einsturzgefährdet.

## Sicherungsmaßnahmen
Bei einem Schachtverbruch gibt es zur Schadensbekämpfung drei Arten von Sicherungsmaßnahmen:
- Erstsicherung
- Dauerhafte Sicherung
- Verwahrung

Die Erstsicherung, auch vorläufige Sicherung, dient der unverzüglichen Absicherung des Schadensbereiches und somit zur Abwehr von Gefährdungen für Leib, Leben und Sachwerten. Hier werden Absperrungen, Warnbänder und Beschilderungen eingesetzt.
Bei der dauerhaften Sicherung wird das Schadensereignis zwar nicht grundlegend verändert oder beseitigt, aber die Gefährdung der öffentlichen Sicherheit wird durch haltbarere Maßnahmen über einen begrenzten Zeitraum erheblich reduziert. Hierzu dienen massive Zäune, Formkörper, Erdwälle, Ummauerungen oder Abdeckungen aus Stahlbeton. Die Maßnahmen werden regelmäßig kontrolliert.
Bei der Verwahrung werden wartungsfreie und wirkungsvolle Maßnahmen zur Beseitigung der Schäden getroffen. Hierzu zählen Betonplomben, Stahlbetonplatten oder erhärtender Versatz. Diese Maßnahmen werden so ausgelegt, dass sie mindestens über einen Zeitraum von 100 Jahren wirksam sind.

## Beispiele
Beispiele für bekannte Schachtverbrüche:
- Im Ruhrgebiet gab es mehrere Schachteinstürze: im Jahr 1987 in Essen-Freisenbruch (Schacht „Heinzmann“ der Zeche Eintracht Tiefbau), sowie im Dezember 2007 im Wittener Stadtteil Annen (Schacht „Meyer“ der Zeche Ringeltaube). In beiden Fällen brach die alte Schachtöffnung auf und musste aufwendig mit Beton verfüllt werden.

- Am 2. Januar 2000 öffnete sich in Bochum mitten in einem Wohngebiet das Höntroper Loch, dessen mögliche Ausbreitung eine ganze Wohnsiedlung und eine S-Bahn-Strecke bedrohte. Obwohl die Sicherungsmaßnahmen sofort begannen und hunderte Kubikmeter Beton in das Loch gepumpt wurden, mussten einige Häuser aufgegeben werden. Die Ursache für den Schachtverbruch war ein hundert Jahre zurückliegender Unfall bei den Verfüllarbeiten an einem ehemaligen Schacht der Kohlenzeche Maria-Anna. Ein Schachtgerüst war damals eingestürzt und hatte sich in etwa 40 m Tiefe verklemmt. Der Schacht konnte daraufhin nicht ordnungsgemäß zugeschüttet werden. Das Ereignis geriet in Vergessenheit und wurde beim Bau der Wohnsiedlung nicht berücksichtigt. Die nachträgliche Verfüllung kostete rd. 12 Mio. DM.[13]

- 2008 brach auf der Landesstraße 231 zwischen Wettelrode und Morungen die Straßendecke ein, verursacht durch einen Verbruch eines Schachtes.[14]